# Demain j'arrête !
Demain j'arrête ! est un roman de Gilles Legardinier, publié en novembre 2011.
Porté par le bouche-à-oreille, le livre est un succès de librairie, restant meilleure vente durant sept semaines lors de sa sortie,.

## Résumé
Julie Tournelle, jeune femme dont la vie en tant qu'employée de banque ne lui convient pas vraiment, est intriguée par le nouveau nom inscrit sur l'une des boîtes aux lettres de son immeuble: "Ricardo Patatras". Très curieuse à propos de ce voisin au nom si peu commun, elle se coince la main en essayant d'attraper une de ses lettres. C'est à ce moment que le propriétaire du nom qui l'a tant intriguée arrive et qu'elle tombe immédiatement sous son charme. Mais au-delà de son patronyme des plus loufoques, le jeune homme semble cacher un secret bien plus sombre. Julie se retrouve donc dans des situations improbables pour découvrir la vérité sur l'homme dont elle tombe peu à peu, malgré elle, éperdument amoureuse,.

## Critiques
Première incursion de l'auteur dans le domaine de la comédie après plusieurs thrillers, Demain j'arrête ! est considéré comme représentatif du phénomène « feel-good » en littérature,,.
Les critiques positives du roman font qu'il est vendu à plus de 500 000 exemplaires entre 2011 et 2014.

## Éditions
Il est disponible sur plusieurs supports. En effet, on le retrouve au format poche chez Pocket (2013) mais également en livre audio chez Audiolib (2014), dont la lecture par Ingrid Donnadieu maintient la critique positive de roman "feel-good". Il a été adapté en bande dessinée en 2019.